# Príncipeglasögonfågel
Príncipeglasögonfågel (Zosterops ficedulinus) är en starkt utrotningshotad fågel i familjen glasögonfåglar.

## Utseende
Príncipeglasögonfågeln är en 10,5 cm lång medlem av familjen. Huvudet är mörkbrunt med gråvita sidor, olivbrun hals tydligt vit ögonring. Ovansidan är mörkt olivgrön, medan undersidan är gultonat vitaktig, på strupe och övre delen av bröstet sotstreckad. Den skiljer sig något i färgsättningen än sãotoméglasögonfågeln, med mattare grön ovansida och mindre färgglad undersida.

## Utbredning och status
Fågeln förekommer enbart på ön Príncipe i Guineabukten. IUCN kategoriserar arten som starkt hotad.

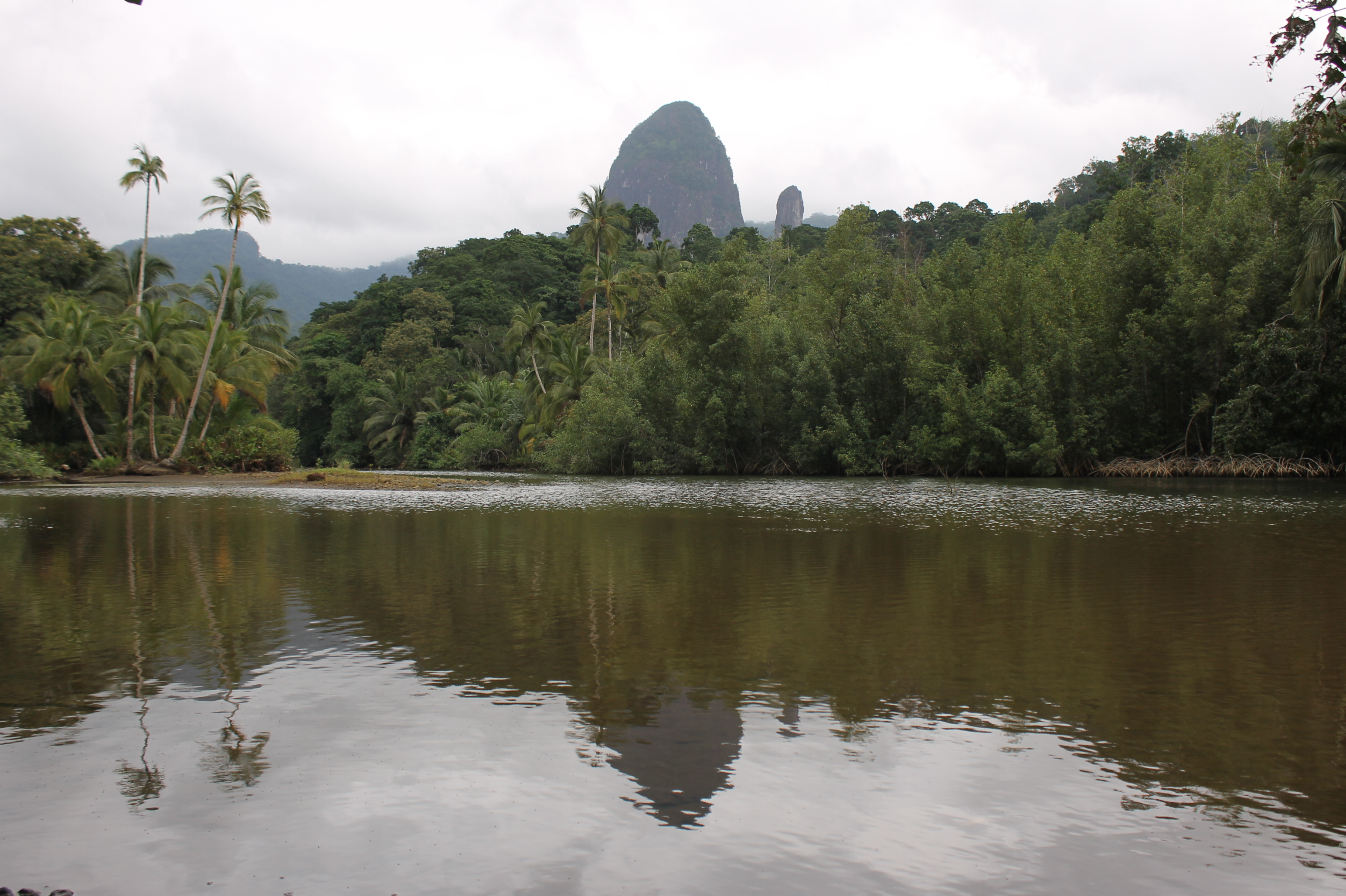
Fågeln återfinns endast här på ön Príncipe i Guineabukten.